# Hortense Gordon
Hortense Gordon, geb. Mattice (* 24. November 1886 in Hamilton, Ontario, Kanada; † 6. November 1961 ebenda) war eine kanadische Malerin und eine Pionierin der abstrakten Kunst in Kanada. Sie war eines der beiden weiblichen Gründungsmitglieder von Painters Eleven, einer Gruppe, die sich der Förderung abstrakter Kunst in Kanada widmete.

## Leben
Hortense Mattice nahm während ihrer Schulzeit von 1895 bis 1903 samstags vormittags Kunstunterricht bei John Sloan Gordon an der Hamilton Art School, den sie 1920 heiratete. Von 1916 bis 1951 unterrichtete sie Design und angewandte Kunst, insbesondere Porzellanmalerei, an der Hamilton Technical School, deren Direktorin sie 1934 wurde. Mitte der 1940er Jahre begann sie, abstrakt zu malen. Davor malte Hortense Gordon Landschaften, bevor sie unter dem Einfluss des Kubismus und der abstrakten Malerei ihren Stil änderte. 1945 studierte sie bei Hans Hofmann in den USA, einem wichtigen Vertreter des abstrakten Expressionismus, und war die erste Kanadierin, die von ihm unterrichtet wurde. Ihre Werke, die sich durch starke Farben und Formen auszeichnen, wurden in Kanada und den USA ausgestellt.
1953 gründete sie zusammen mit Künstlern wie Alexandra Luke und Jack Bush die Gruppe Painters Eleven, um die Akzeptanz der abstrakten Kunst in Kanada zu fördern. Gordon war das älteste Mitglied der Gruppe und wurde für ihre dynamischen und farbintensiven Kompositionen geschätzt. Ihre Werke wurden in Kanada, den Vereinigten Staaten und Europa ausgestellt. Hortense Gordon starb 1961 in ihrer Heimatstadt Hamilton.

## Mitgliedschaften und Ehrungen
Hortense Gordon war Mitglied der Ontario Society of Artists (seit 1908) und der Royal Canadian Academy of Arts (seit 1930). Sie engagierte sich zudem in der Hamilton Women’s Art Association. 